# Laissac-Sévérac l’Église
Laissac-Sévérac l’Église ist eine französische Gemeinde mit 2.148 Einwohnern (Stand: 1. Januar 2022) im Département Aveyron in der Region Okzitanien. Sie gehört zum Arrondissement Rodez und ist Mitglied im Gemeindeverband Communauté de communes des Causses à l’Aubrac.
Sie entstand mit Wirkung vom 1. Januar 2016 als Commune nouvelle durch Zusammenlegung der bis dahin selbstständigen Gemeinden Laissac und Sévérac-l’Église, die den Status von Communes déléguées besitzen. Der Verwaltungssitz befindet sich in Laissac.

## Gemeindegliederung
| Ortsteil                    | ehemaliger INSEE-Code | Fläche (km²) | Einwohnerzahl (2020) |
| --------------------------- | --------------------- | ------------ | -------------------- |
| Laissac (Verwaltungssitz)00 | 12120                 | 20,21        | 1733                 |
| Sévérac-l’Église            | 12271                 | 13,69        | .0420                |

## Geografie
Laissac-Sévérac l’Église liegt etwa 20 Kilometer ostnordöstlich von Rodez. Der Ortsteil Sévérac l’Église liegt circa drei Kilometer südöstlich von Laissac. Die Gemeinde liegt im Einzugsgebiet der Garonne am Aveyron, einem Nebenfluss des Tarn. Außerdem wird das Gemeindegebiet von Zuflüssen des Aveyron, dem Ruisseau de Lugangnac, dem Ruisseau de Jumels, dem Ruisseau du Mayroux, dem Ruisseau du Causse und verschiedenen kleineren Fließgewässern, entwässert.
Umgeben wird Laissac-Sévérac l’Église von den fünf Nachbargemeinden:
|            | Palmas d’Aveyron                            |                   |
| Bertholène | Kompassrose, die auf Nachbargemeinden zeigt | Gaillac-d’Aveyron |
| Arques     |                                             | Ségur             |

## Sehenswürdigkeiten
- Kirche Saint Felix in Laissac aus dem 19. Jahrhundert
- Turm Rességuier in Laissac aus dem 16. Jahrhundert
- Kapelle Notre-Dame-de-Pitié, erbaut 1860
- Alte Mühle in Laissac aus dem Jahre 1305, umgebaut um 1656 zum Schloss Maquefabes
- Viehmarkt, gegründet von Fernand Causse, ehemaliger Bürgermeister von Laissac, zweitgrößter Viehmarkt in Frankreich
- Dolmen von Les Cayroules in Sévérac-l’Église
- Himmelfahrts-Kirche in Sévérac-l’Église
- Schloss Les Bourins in Sévérac-l’Église

## Sport
- Jedes Jahr im April findet in der Gemeinde das Roc Laissagais,[3] eins der größten Mountainbike-Wettbewerbe im Süden Frankreichs, statt.
- Am 26. Juni 2016 fanden in Laissac die UCI-Mountainbike-Marathon-Weltmeisterschaften statt.
- In der Gemeinde startete die Tour de France 2017 am 16. Juli 2017 die 15. Etappe nach Le Puy-en-Velay.

## Bildung
Die Gemeinde verfügt über zwei öffentliche und eine private Vor- und Grundschule (École primaire).

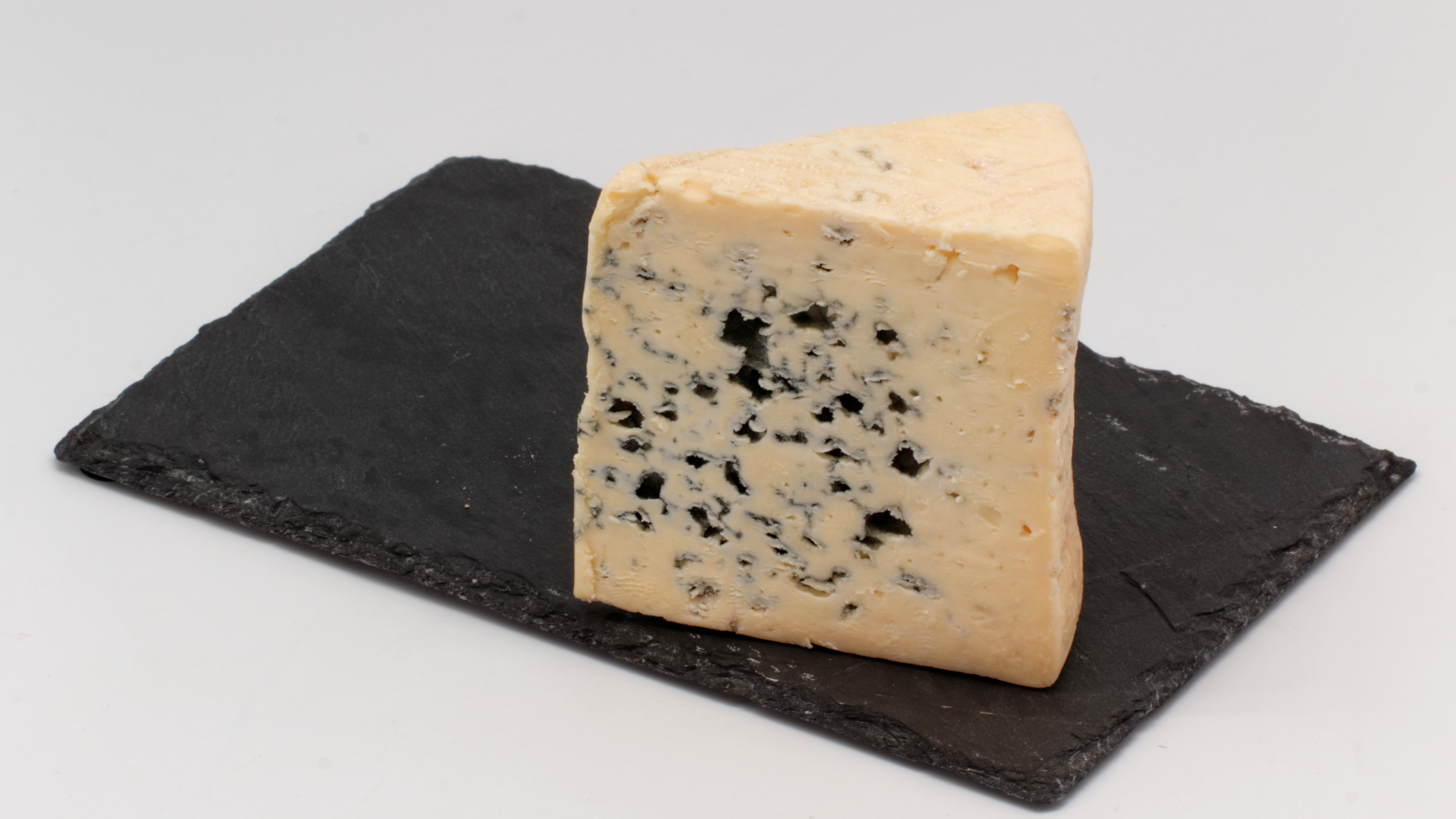
Bleu des Causses

## Wirtschaft
Laissac-Sévérac l’Église liegt in den Zonen AOC
- des Bleu des Causses, einem Blauschimmelkäse aus Kuh-Vollmilch und
- des Roquefort, einem Blauschimmelkäse aus roher Schafmilch.[5]

## Verkehr
Die Route nationale 88 durchquert das Gemeindegebiet von Ost nach West und verbindet es mit der Autoroute A 75 über Gaillac-d’Aveyron im Osten und über BertholèneRodez im Westen. Weitere regionale Départementstraßen bestehen mit den anderen Nachbargemeinden.
Laissac besitzt einen Haltepunkt an der Eisenbahnstrecke Rodez-Millau, die von Zügen einer Linie des TER Occitanie bedient wird.